# Старе Жуйо
Старе Жуйо́ (рос. Старое Жуё) — присілок в Вавозькому районі Удмуртії, Росія.

## Населення
Населення — 52 особи (2010; 67 в 2002).
Національний склад (2002):
- удмурти — 91 %

## Господарство
В селі діють фельдшерсько-акушерський пункт, сільський клуб, бібліотека.
Урбаноніми:
- вулиці — Центральна